# 일세 파우신

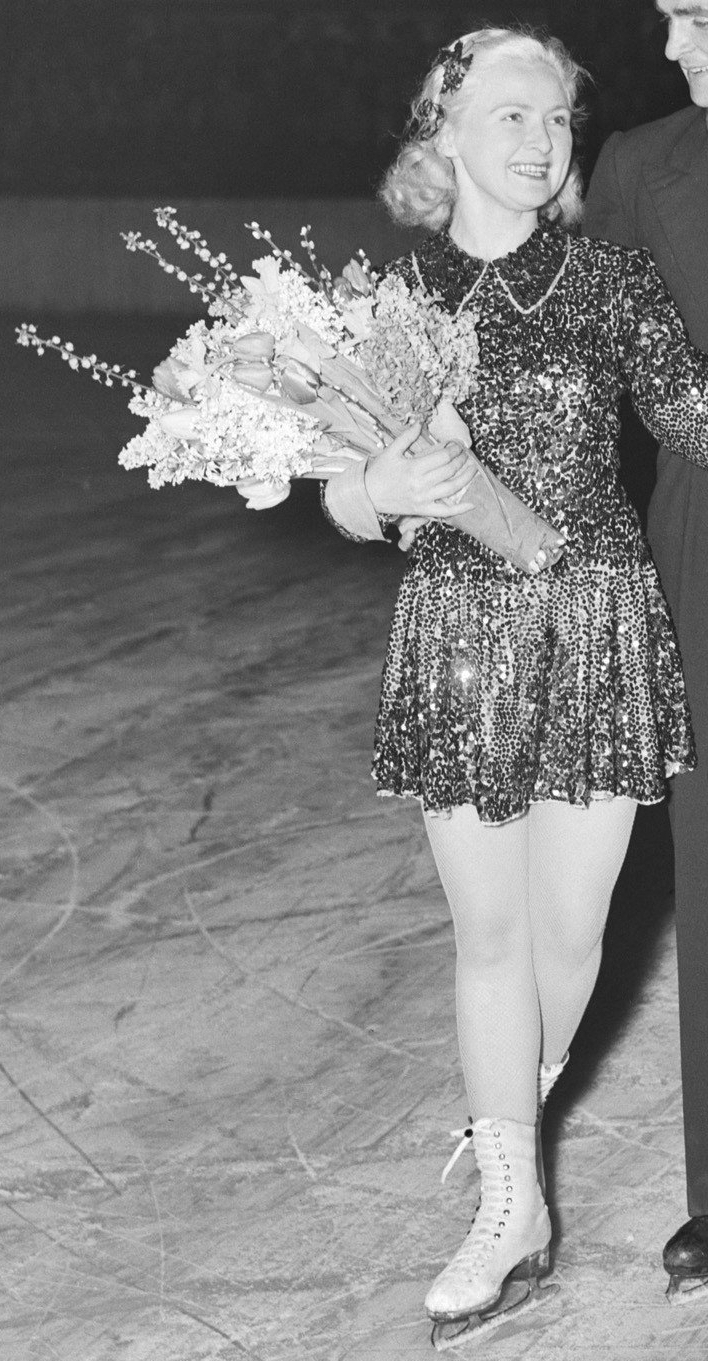

일세 파우신-울리히(독일어: Ilse Pausin-Ulrich, 1919년 2월 7일 - 1999년 8월 6일)은 오스트리아의 피겨 스케이팅 선수였다. 그녀의 파트너 에릭 파우신과 함께 그녀는 17세의 나이로 1936년 동계 올림픽에서 은메달을 획득했다. 그들은 세계 피겨 스케이팅 선수권 대회에서 은메달을 5번(1935 -1939) 획득했고 유럽 피겨 스케이팅 선수권 대회에서 은메달을 3번(1937 - 1939)획득했다.

## 참조
1. ↑  “세계 피겨 스케이팅 선수권 대회 성적:페어” (PDF). 2007년 7월 10일에 원본 문서 (PDF)에서 보존된 문서. 2017년 5월 29일에 확인함.

- Skatebase: 1930년대 세계 선수권 대회[깨진 링크(과거 내용 찾기)]
- Skatebase: 1930년대 올림픽[깨진 링크(과거 내용 찾기)]